# Саренко Євген Володимирович
Євген Володимирович Саре́нко (нар. 21 березня 1936, Сталіно — пом. 4 січня 1980, Київ) — український радянський графік-плакатист.

## Біографія
Народився  21 березня 1936 року в місті Сталіному (тепер Донецьк, Україна). У 1951—1955 роках навчався у Київській середній художній школі імені Т. Г. Шевченка.
Помер в Києві 4 січня 1980 року.

## Твори
Працював в галузі плаката:
- «Новий етап в освоєнні космосу» (1960);
- «Програму КПРС — стверджуємо» (1961);
- «Вороги суспільства» (1962);
- «Щастя, труд, мир» (1965);
- «Першотравень, єдність» (1967);
- «Влада Радам!» (1969);
- «Мир народам!» (1969);
- «Земля селянам!» (1969);
- «В. Ульянов (Ленін)» (1969);
- «9 травня» (1972);
- «Ми мирні люди» (1977);
- «Хай колоситься на землі життя» (1979).